# Coupeville
Coupeville ist eine Town auf Whidbey Island und Sitz des Island County im Nordwesten des US-Bundesstaats Washington. Das U.S. Census Bureau hat bei der Volkszählung 2020 eine Einwohnerzahl von 1942 ermittelt.

## Persönlichkeiten
- Andrew Johnson (* 1978), Skilangläufer